# Federico Chiesa
Federico Chiesa (Gênova, 25 de outubro de 1997) é um futebolista italiano que atua como ponta-direita. Atualmente, joga no Liverpool.

## Carreira

### Fiorentina
Filho é do ex-atacante Enrico Chiesa, que jogou por Sampdoria, Fiorentina, Lazio, Parma e Seleção Italiana (disputou a Eurocopa de 1996 e a Copa do Mundo de 1998), entre outros.
Cheisa começou sua carreira pela Fiorentina, onde estreou profissionalmente nove anos depois de chegar nas Categorias de Base da Viola. Em 20 de agosto de 2016, na primeira rodada da Série A, o jogador de 18 anos fizera seus primeiros 45 minutos profissionalmente em um primeiro tempo contra a Juventus. A partida terminou com a vitória da Velha Sehora e Federico deixou o campo no segundo tempo para entrada de Cristian Tello.
Seu primeiro gol ocorreu nessa mesma temporada. Na 21ª rodada, quando enfrentou o Chievo Verona, Chiesa, aos 95 minutos de jogo, estufou as redes do time amarelo e garantiu um placar de 3 a 0 para seu clube. No seguinte, contra o Genoa, o jogador recebeu um passe de Nikola Kalinić e superou o guarda-redes da equipe de Génova. No entanto, a partida terminou com um placar igual de 3 a 3.
Outro momento de relevância para Chiesa nessa temporada foi quando ele estreou na Liga Europa da UEFA de 2016–17. Diante o Qarabağ, o italiano teve momentos marcantes; além do seu debut na competição europeia, foi contra essa equipe que ele marcou seu único gol na Liga Europa pela Viola. Na mesma partida que estufou as redes do time cazaque, recebeu dois cartões amarelos e foi expulso.
A equipe italiana não conseguia ir longe na maioria das competições que disputava. Em quase cinco temporadas completas, a Chiesa jamais conseguiu uma vaga à uma Competição Europeia, pois a melhor colocação na Liga Italiana que conquistou foi a de oitavo colocado (tendo feito nas duas primeiras temporadas). Durante a Série A de 2018–19, a Fiorentina teve uma época muito irregular e terminou com a 16ª colocação. Nesse momento, Federico também teve a honra de ser o capitão do time roxo pela primeira vez em poucas oportunidades.
Apesar de não ter brigado por títulos nas demais competições, a Fiorentina teve uma boa campanha na Coppa Italia de 2018–19. Chiesa começou a competição marcando um doblete contra o Torino, seguido de um hat-trick contra a Roma em um emblemático 7 a 1. Como capitão, no jogo seguinte, fizera seu último gol diante a Atalanta nas semifinais. O time dele, no entanto, foi eliminado nessa fase após a equipe de Gian Piero Gasperini vencer a partida de volta por 2 a 1 e eliminar a Viola.
Federico firmou-se como uma das grandes promessas do futebol italiano enquanto performava regularmente pela Fiorentina. Sua melhor temporada de Liga Italiana aconteceu durante a época 2019–20, pois marcou dez gols e firmou-se entre os convocados da Itália para Euro de 2020. Na competição, o italiano iria conquistar o título inédito em sua carreira e valorizaria ainda mais o seu nome no mercado internacional.
Em 153 jogos, marcou 34 gols e deu 23 assistências. O atleta deixou a Viola após jogar as três primeiras partidas de Série A de 2020–21 e ter marcado um gol diante a Inter de Milão.

### Juventus

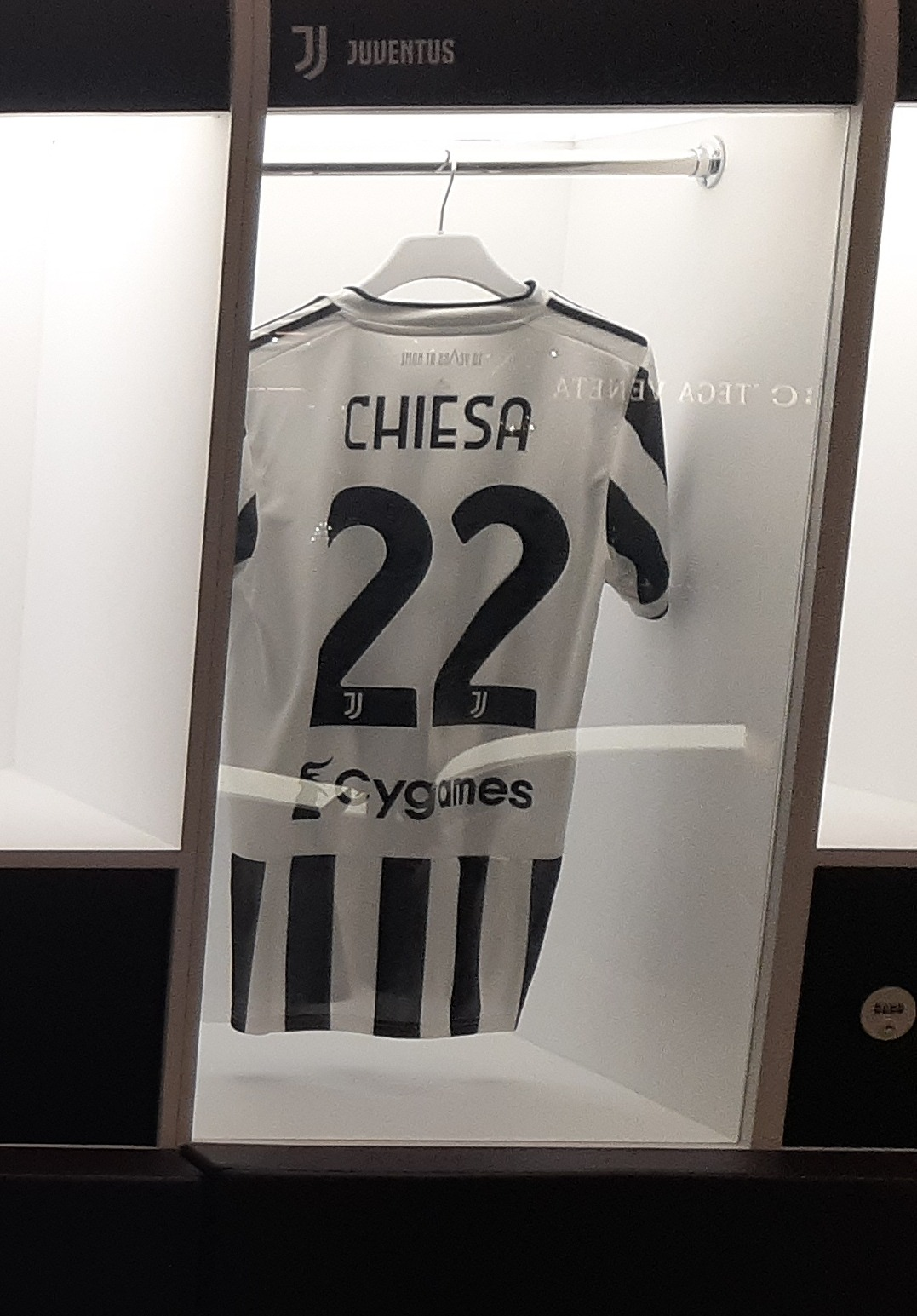
Chiesa adquiriu a camisa 22 na Juventus.

A Juventus já possuía um desejo antigo de contar com Federico no elenco. Após a grande campanha da Euro, que culminou não só no título da Seleção Italiana, mas também com o próprio jogador estando no Time Ideal do Torneio, a Velha Senhora tratou de emprestar Douglas Costa para o Bayern de Munique e usou do espaço vago para ter o camisa 22 no time. A contratação inicialmente aconteceu por um empréstimo de duas temporadas, mas com uma compra obrigatória prevista ao fim desse período.
Ao chegar, o jogador conquistou seu primeiro troféu em 2021, quando disputou a Supercopa da Itália de 2020. Essa foi a única vez que o atleta conseguiu tal troféu, já que em 2022, quando a Velha Senhora enfrentou a Internazionale, Federico estava lesionado e não entrou em campo na derrota do time de Turim por 2 a 1.
A estreia de Chiesa na Juventus aconteceu na quarta rodada da Série A de 2020–21. O jogador ajudou diretamente no gol final de um empate de 1 a 1 entre a Juve e o Crotone. Porém, aos 60 minutos, o jogador fizera uma falta grave em um jogador adversário e foi expulso diretamente.
Federico fizera uma boa época com o time de Turim. Ele terminou seu momento inicial com a Juventus marcando oito gols pelo clube na Série A e chegou a marca de nove assistências, sendo apenas uma dessas proveniente de suas partidas iniciais com a Fiorentina.

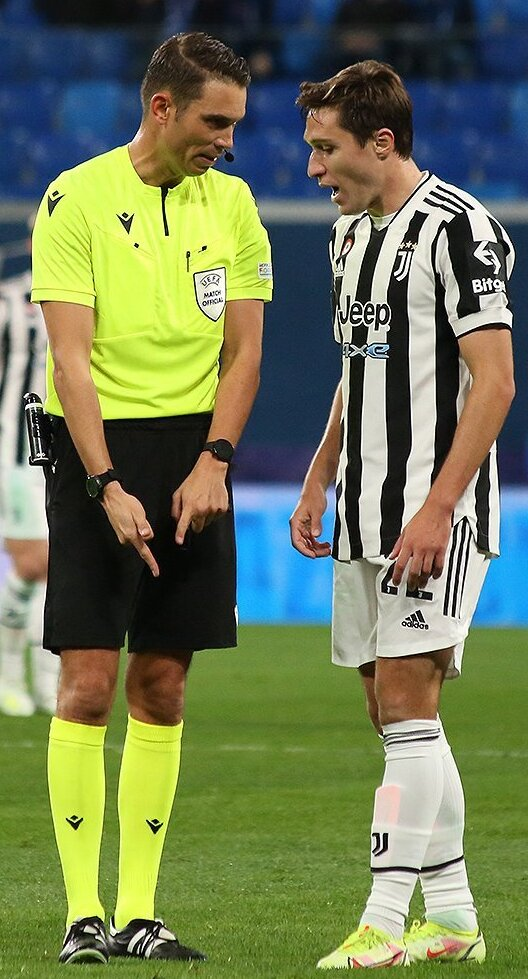
Chiesa pela Juventus em 2021.

No entanto, após um momento consistente, Chiesa passou a conviver com demasiadas lesões que apareceram em todas as temporadas seguintes. Em janeiro de 2022, após ter perdido algumas partidas por um tempo curto devido a lesões menores, Federico sofreu uma lesão no ligamento cruzado e não entrou mais em campo com a Juve até novembro daquele ano.
Quando pôde voltar, o atleta performou com certa frequência, mas só conseguiu realizar 90 minutos uma vez na Série A de 2022–23. Na época seguinte, entre lesões menores, o jogador passou a fazer partidas completas com mais frequência e marcou nove tentos com a camisa preta e branca, a melhor desde sua estreia na Liga Italiana com o time de Turim.
Chiesa nunca ganhou um Campeonato Italiano com a Juventus, mas fazia temporadas muito consistentes pela Coppa Italia. Já na sua temporada inicial, chegou à final e marcou o gol do título em uma vitória de 2 a 1 diante a Atalanta em 2021. Na época seguinte, no entanto, não fizera nenhuma partida por conta de sua forte lesão sofrida em janeiro. A equipe conseguiu chegar à decisão novamente, mas Nicolò Barella, Hakan Çalhanoğlu e Ivan Perišić interromperam o sonho do título ao fazerem quatro gols contra os dois marcados pelos colegas de time de Federico.
Ao retornar à competição, marcou um gol diante o Monza, mas a Inter de Milão os eliminou, chegando de novo a final, como fizeram na temporada anterior. Quando teve a oportunidade de entrar em campo novamente pela Coppa Itália, o jogador viu a Juventus chegar à decisão diante a Atalanta novamente. Na campanha, marcou somente um gol diante a Lazio na semifinal e comemorou o troféu ao apito final contra a equipe da capital.

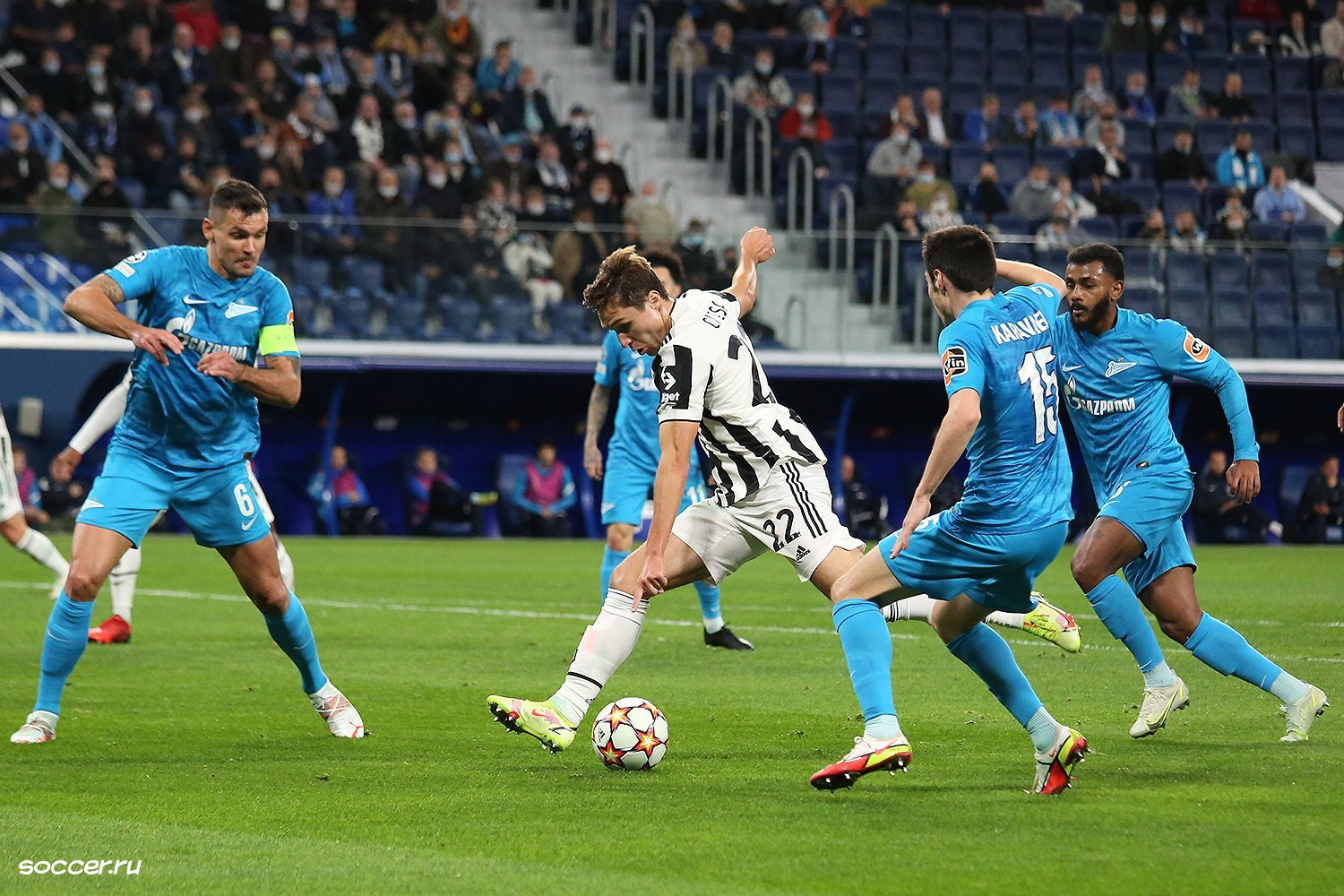
Chiesa sendo marcado por jogadores do Zenit.

Entre 2020 e 2023, o jogador jogou três temporadas de Liga dos Campeões da UEFA. Em 2020, quando estreou, marcou quatro gols na competição, sendo três deles contra o Porto nas oitavas de final. Porém, o time português superou o clube italiano pelo placar agregado e passou de fase. Nas próximas duas temporadas, Chiesa jogou poucos jogos, já que sua lesão o impedia de estar em campo. Porém, mesmo com somente cinco partidas, estufou as redes do Chelsea e do Zenit no ano de 2021, ainda na Fase de Grupos da Liga dos Campeões de 2021–22.
Por conta de uma temporada muito ruim da Juventus na Liga dos Campeões da UEFA de 2022–23, a equipe não conseguiu vaga nas Eliminatórias e teve de se direcionar à Liga Europa da UEFA, onde conseguiu chegar perto da decisão. Chiesa não marcou gols, mas esteve na campanha semifinalista do time que só parou ao enfrentar o Sevilla e ser derrotado na prorrogação por 2 a 1.
Após o fim da temporada 2023–24, a Juventus contratou Thiago Motta para o comando da equipe à época seguinte. Contudo, o treinador não via em Federico um "jogador-chave" e decidiu, em comum acordo com os diretores, que seria ideal vendê-lo para contratarem Teun Koopmeiners, vindo da Atalanta. Chiesa tinha contrato até o fim da época seguinte, e o time não queria perdê-lo de graça, então aceitavam uma negociação em torno de 20 milhões de euros.

### Liverpool
No dia 29 de agosto de 2024, Chiesa foi anunciado pelo Liverpool. Para tirá-lo da Juventus, o time inglês, comandado pelo técnico Arne Slot, acertou a transferência no total de 15 milhões de euros (R$ 94 milhões), sendo €12 milhões fixos (R$ 75 milhões) e €3 milhões em bônus (R$ 19 milhões), informou o clube italiano. O atacante de 26 anos assinou contrato até junho de 2028 com os Reds.

## Seleção Italiana

### Eurocopa de 2020
Em 26 de junho, Federico, marcou o gol de abertura em uma vitória por 2-1 no prolongamento sobre a Áustria nas oitavas de final do torneio no Estádio de Wembley. Coincidentemente, seu pai Enrico havia marcado exatamente 25 anos e 12 dias antes na segunda partida da Itália na fase de grupos no UEFA Euro 1996, na Inglaterra, uma derrota por 2 a 1 contra a eventual vice-campeã República Tcheca; como tal, eles se tornaram a primeira dupla de pai e filho a marcar um gol na Eurocopa.

## Títulos
Juventus
- Supercopa da Itália: 2020[46]
- Copa da Itália: 2020–21 e 2023–24

Liverpool
- Premier League: 2024–25

Seleção Italiana
- Eurocopa: 2020

### Prêmios individuais
- 5º melhor jovem do ano de 2017 (FourFourTwo)[16]
- Equipe Ideal da Eurocopa: 2020[19]